# پیش استا
پیش استا یک روستا در ایران است که در بخش مرکزی شهرستان شهربابک واقع شده‌است. پیش استا ۱۱۳ نفر جمعیت دارد.پیش استا به گفته بومیان ان منطقه پیش اَوِستا بوده به معنی دوران پیش از اوستا بوده.در دامنه ی این کوه حفراتی وجود دارد که ساکنین منطقه در این حفرات زندگی میکردند. پوشش گیاهی این منطقه از درختچه های بادام کوهی تشکیل شده و جلوه ای سبز به منطقه میدهد.شغل افراد مسن پرورش و نگهداری گوسفند بوده و افراد جوان تر اغلب در کارخانه های نظیر میدوک شهربابک و مس سرچشمه مشغول به کار هستند.